# Bah N’Daw

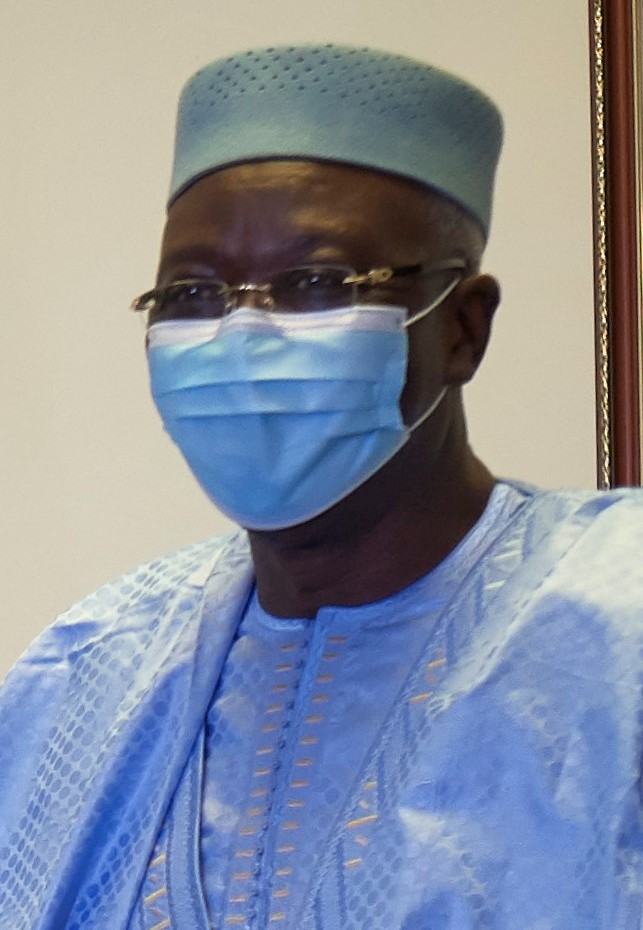
Bah N’Daw, 2021

Bah N’Daw (* 23. August 1950 in San) ist ein malischer Militär und Politiker. Er war vom 25. September 2020 bis 26. Mai 2021 interimsweise Präsident von Mali. Zwischen Mai 2014 und Januar 2015 war er Verteidigungsminister.

## Laufbahn
N’Daw stammt aus der Region Ségou. Er trat 1973 als Freiwilliger in die malischen Streitkräfte ein und machte im selben Jahr seinen Abschluss an der l’École militaire interarmes (EMIA) in Koulikoro. 1974 ging er in die Sowjetunion, um eine Ausbildung zum Hubschrauberpiloten zu erhalten.
Im Jahr 1977 wurde N’Daw Teil der malischen Luftwaffe. Dort diente er unter anderem als Adjutant des malischen Präsidenten Moussa Traoré. Er trat 1990 aus Protest gegen die Einmischung von Traorés Frau in Regierungsangelegenheiten von dieser Position zurück. Unter Präsident Alpha Oumar Konaré diente N’Daw zwischen 1992 und 2002 als stellvertretender Stabschef der malischen Luftwaffe. Im Jahr 1994 erhielt er einen Abschluss an der École de guerre in Paris. Im Jahr 2003 wurde N’Daw Stabschef der malischen Luftwaffe. Während seiner Karriere diente er auch als stellvertretender Stabschef der malischen Nationalgarde. Von 2008 bis zu seiner Pensionierung im Jahr 2012 war er Leiter des Büros für Veteranenangelegenheiten und Kriegsopfer. Er ging mit dem Rang eines Obersts in den Ruhestand.
Am 28. Mai 2014 wurde N’Daw Nachfolger von Soumeylou Boubèye Maïga als Verteidigungsminister unter Präsident Ibrahim Boubacar Keïta. Während seiner Amtszeit unterzeichnete er ein Verteidigungsabkommen mit Frankreich. Er arbeitete auch an einer Reorganisation der malischen Streitkräfte. Als Premierminister Modibo Keita im Januar 2015 die Nachfolge von Moussa Mara antrat, verließ N’Daw das Amt, angeblich weil er mit einigen Bedingungen bezüglich der Integration von desertierenden ehemaligen Kämpfern nicht einverstanden war.
Am 21. September 2020, nach dem Staatsstreich gegen Ibrahim Boubacar Keïta einige Wochen zuvor, wurde N’Daw von einer Gruppe von 17 Personen, welche von den Putschisten ausgewählt worden waren, zum Präsidenten ernannt. Assimi Goïta wurde zum Vizepräsidenten ernannt. Ihre Übergangsregierung soll nach dem Staatsstreich 2020 in Mali 18 Monate lang regieren. Seine Amtseinführung erfolgte am 25. September 2020. Nach seinem offiziellen Amtsantritt erklärte N’Daw, er werde gegen Korruption und Wahlbetrug kämpfen und zuvor getroffene internationale Vereinbarungen respektieren. Am 27. September ernannte N’Daw Moctar Ouané zum Premierminister.
Im Mai 2021 wurden Bah N’Daw, Ministerpräsident Moctar Ouané und Verteidigungsminister Souleymane Doucouré vom Militär verhaftet. Zuvor hatte die Übergangsregierung von Moctar Ouané per Dekret ein neues Kabinett ernannt, in dem das Militär zwar – trotz gegenteiliger Versprechen –  strategisch wichtige Ämter besetzt, aber einige Offiziere nicht Teil der Regierung wurden. Am 26. Mai 2021 traten Bah N’Daw und Moctar Ouané zurück. Sie wurden daraufhin freigelassen. Der UN-Sicherheitsrat hatte einstimmig die sichere, sofortige und bedingungslose Freilassung der Politiker gefordert, zudem die unverzügliche Rückkehr aller malischen Soldaten in ihre Kasernen.
Am 27. August 2021 wurde Bah N'daw aus dem Hausarrest entlassen.